# Beteendebiometrik
Beteendebiometrik handlar om teknik som känner av och minns hur personer beter sig med datormus, olika tangentbord och smartmobil. Även människors köpbeteende kan analyseras med hjälp av beteendebiometri.
Tekniken registrerar och analyserar bland annat tiden mellan nedslagen på ett tangentbord eller en pekskärm. Om inmatningen sker med touch-baserad utrustning kan man få veta både var och hur hårt tryckningen sker. Även hur en smartmobil hålls kan registreras.
I och med GDPR är det i grunden förbjudet att samla in och behandla biometrisk data. Enligt uppgift anges Swedbank, Nordea och BankID använda sig av biometriska data.

### Notförteckning
1. ↑  ”Banbrytande tekniker som drivs av mänsklig intelligens”. Kaspersky. https://www.kaspersky.se/enterprise-security/fraud-prevention. Läst 30 november 2018.
2. ↑  Kante, Linda (27 februari 2018). ”MasterCard: ”Med beteendebiometri kan vi förebygga bedrägerier””. Aktuell säkerhet. https://www.aktuellsakerhet.se/mastercard-med-beteendebiometri-kan-vi-forebygga-bedragerier/. Läst 1 december 2018.
3. ↑  Löfvenberg, Jonas (30 november 2018). ”Nytt skydd mot nätbedragare”. SR. https://sverigesradio.se/sida/artikel.aspx?programid=1650&artikel=7101991. Läst 30 november 2018.